# Štefanovičová
Štefanovičová é um município da Eslováquia, situado no distrito de Nitra, na região de Nitra. Tem 12,4 km² de área e sua população em 2018 foi estimada em 359 habitantes.

## Demografia
| Ano:        | 1994 | 2004 | 2014    | 2024   |
| ----------- | ---- | ---- | ------- | ------ |
| Broj ljudi: | 0    | 264  | 327     | 350    |
| Razlika:    |      | –    | +23,86% | +7,03% |

| Ano:               | 2023 | 2024   |
| ------------------ | ---- | ------ |
| Número de pessoas: | 339  | 350    |
| Diferença:         |      | +3,24% |